# Rectoria de Sant Andreu de Ramió
La Rectoria de Sant Andreu de Ramió és una obra del municipi de Fogars de la Selva (Selva) inclosa en l'Inventari del Patrimoni Arquitectònic de Catalunya.

## Descripció
Es tracta d'un edifici de dues plantes i cobertes de doble vessant a laterals situat al costat de l'església de Sant Andreu de Ramió. La casa està formada per una part més antiga i uns adossats més moderns al nord-est. Les façanes són arrebossades i pintades a excepció d'alguns emmarcaments d'obertures i dels dos contraforts del costat de ponent, que són de pedra vista.
La façana principal presenta una doble porxada, de tres arcs rebaixats a la planta baixa i de cinc arcs de mig punt al primer pis. A la part dreta d'aquesta façana es conserven tres plaques indicatives del lloc. Dues fan referència al nucli de Ramió i l'altre és un baix relleu (segle XVII) amb l'escut de Fogars signat amb el nom de MORAGAS.

## Història
L'edifici data del segle xvii encara que ha estat força reformat. La porta principal conserva, a la llinda, la inscripció amb la data 1619.
Les últimes obres importants, segons el cadastre, es dugueren a terme el 1873 amb la construcció del porxo de la façana i al segle XX l'edifici s'adequà com a casa de colònies.